# Akira Nozava
Akira Nozava (japonsko 野澤 晁), japonski nogometaš, * Hirošima, Japonska.
Za japonsko reprezentanco je odigral tri uradne tekme.